# Complotto di famiglia
Complotto di famiglia (Family Plot) è un film del 1976 diretto da Alfred Hitchcock.
Il film, presentato fuori concorso alla chiusura del Festival di Cannes 1976, è stato l'ultimo lungometraggio di Hitchcock.

## Trama
Una cittadina della California. Vite parallele di due giovani coppie: Blanche Tyler e George Lumley da una parte, Fran e Arthur Adamson, dall'altra.
Blanche millanta qualità di sensitiva e, con le sue sedute medianiche, nella saletta accanto alla cucina, racimola qualche decina di dollari cercando di mettere in contatto con lo spirito del marito defunto delle vedove in lutto. L'amico George, un attore in attesa di un'improbabile scrittura, si arrangia facendo il tassista e collabora con Blanche. Raccogliendo qua e là informazioni sulle famiglie delle clienti, le fornisce dettagli sulla loro vita privata che lei poi ostenta, a riprova dei suoi poteri paranormali.
Arthur Adamson è il titolare di un'avviata gioielleria in città e ha un passatempo: la raccolta di grossi diamanti. Con la complicità attiva dell'amante Fran, rapisce ricchi personaggi, che vengono nascosti in una stanza segreta attigua al garage di casa e rilasciati solo previo riscatto in pietre preziose. Come suggerisce Edgar Allan Poe in una sua famosa novella, Arthur nasconde i frutti dei riscatti «… dove tutti possono vederli» e cioè fra le gocce di cristallo del grosso lampadario della sala di casa.
Ed ecco che alla falsa sensitiva si presenta l'occasione che può cambiarle la vita: un'anziana e straricca zitella, Julia Rainbird, è ossessionata dal pensiero di non poter lasciare i suoi beni in eredità a un qualche parente; l'unico erede potrebbe essere il figlio illegittimo di una sorella che, per evitare lo scandalo, fu dato in adozione appena nato e del quale, da allora, non si ebbero più notizie. Blanche, grazie ai suoi presunti poteri medianici, potrebbe rintracciare il nipote con un compenso, in caso di successo, di diecimila dollari.
La coppia si mette al lavoro e, tra un litigio e l'altro, riesce a trovare alcuni indizi. Pare che il piccolo sia stato adottato da una coppia di coniugi, certi Shoebridge, residenti in un paesino di campagna. Essi morirono nell'incendio della loro casa, nel 1950, quando il figlio adottivo era diciassettenne. Le malelingue del paese sostengono che sia fuggito dopo aver appiccato lui stesso il fuoco alla casa per sbarazzarsi dei genitori, mentre altri, più benevoli, lo danno vittima dell'incendio. Le autorità comunali tuttavia non lo annoverano fra i deceduti, tanto che il tentativo di un forestiero, il benzinaio Joe Maloney, di ottenere un certificato di morte non ha avuto buon esito. Stranamente, a distanza di parecchi anni dal rogo, nel 1965, lo stesso Maloney ha fatto collocare nel cimitero una lapide, con le generalità del giovane, accanto a quelle dei genitori adottivi.
Le vite parallele delle due coppie si stanno intrecciando. È proprio Arthur Adamson il figlio adottivo scomparso: con l'aiuto di Maloney, appiccò il fuoco alla casa, 25 anni prima. Medita perciò di eliminare Blanche e George, che sono sulle sue tracce: invia Maloney ad occuparsi dei due ficcanasi, essendo lui impegnato, con la compagna, nel rapimento di un vescovo.
Il benzinaio dà appuntamento ai due in uno sperduto ristorantino-bar, in montagna. Non si fa trovare e manomette furtivamente acceleratore e freni della loro automobile: la coppia finisce fuori strada e resta appiedata, dopo una lunga, estenuante corsa fra tornanti e burroni, con l'auto impazzita a tutta velocità. Maloney tenta allora di investirli, ma sbanda per evitare un veicolo sull'opposta corsia e perisce precipitando in una scarpata.
George, al funerale del benzinaio, apprende dalla vedova straziata che Shoebridge si chiama attualmente Arthur Adamson, e lo comunica a Blanche. Impaziente di trovarlo per annunciargli la buona novella dell'eredità e incassare la lauta ricompensa, si mette da sola, mentre George è impegnato nel suo lavoro di tassista, alla ricerca dell'indirizzo; lo trova e vi si reca a tarda sera, comunicando però prima lo stesso indirizzo a un collega di George, al quale raccomanda di farlo sapere a George alla fine del suo turno di lavoro. Giunge quindi nella casa di Adamson nel momento meno opportuno: il gioielliere e la complice stanno uscendo dal garage con il vescovo rapito, narcotizzato e nascosto nel portabagagli dell'auto, da riconsegnare in cambio del solito diamante. Nel corso di un concitato colloquio Adamson viene a conoscenza del motivo delle indagini di Blanche e del suo amico, ma al contempo Blanche, a causa di un maldestro movimento di Fran, scorge il vescovo narcotizzato.
Per Arthur è giocoforza narcotizzare anche Blanche, nasconderla nella stanza ove cela i rapiti e, in attesa di sistemare definitivamente la medium impicciona, recarsi a riscuotere il riscatto.
George, finito il turno di lavoro, corre al luogo indicato nell'indirizzo. Prevedendo che Blanche sia in pericolo, entra in garage da un lucernario e scorge la borsa di Blanche macchiata di sangue; attende quindi il rientro di Adamson. Nascosto nell'ombra, scorge la stanza segreta dov'è segregata Blanche, che finge di essere ancora narcotizzata. Con astuzia, i due riescono a ribaltare la situazione, rinchiudendo la coppia diabolica nella stessa stanza segreta. George si affretta allora a chiamare la polizia per fare arrestare Adamson e Fran; manca solo il ritrovamento del diamante per intascare la lauta ricompensa: e qui Blanche, che aveva udito Adamson e Fran riferirsi al lampadario, fingendo di ricorrere alle sue doti di sensitiva, sbalordisce George, indicando il diamante appeso tra i cristalli del lampadario stesso. Nella scena finale, Blanche guarda nell'obbiettivo della macchina da presa e ammicca con complicità allo spettatore.

### Finale
Hitchcock si congeda spiritosamente, con leggerezza ed eleganza, dal suo pubblico: l'ultima inquadratura è il primo piano di Blanche che fa l'occhiolino allo spettatore. «Di schiacciate d'occhio metaforicamente complici con lo spettatore il cinema di Hitchcock è pieno, ma mai la cosa era stata esplicita a livello gestuale di immagine. Si è dovuto attendere quella che è l'ultima inquadratura di una filmografia cinquantennale per arrivare a questa sorta di dichiarazione di intenti, di pubblica confessione».

## Produzione

### Titolo
La scelta del titolo fu complicata. Qualche giorno prima delle ultime riprese, nel luglio 1975, fu proposto ad Hitchcock un gioco di parole fondato sul doppio significato di family plot; ovvero: complotto di famiglia (una trama drammatica che coinvolge vari membri di una famiglia) e zona in un cimitero (acquistato da una famiglia per la sepoltura dei propri parenti). Il regista lo ritenne sufficientemente ambiguo.

### Soggetto
Il soggetto è tratto da un romanzo dello scrittore inglese Victor Canning dal titolo The Rainbird Pattern.

### Sceneggiatura
Il 15 aprile 1974 Ernest Lehman, contattato dal regista e già suo collaboratore in Intrigo internazionale, gli sottopose la prima stesura della sceneggiatura col titolo provvisorio di Deception. A causa dei problemi di salute di Hitchcock (gli fu applicato un pacemaker) si ebbe il copione definitivo solo nell'aprile del 1975.

### Cast
Hitchcock, malgrado il diverso avviso della Universal, per questo film non volle l'ingaggio di grandi attori famosi anche per contenere i costi di produzione. Tuttavia per il ruolo di madame Blanche Tyler, efficacemente interpretato da Barbara Harris, era stato fatto il nome anche di Liza Minnelli. L'attore Bruce Dern aveva già lavorato con Hitchcock per una piccola parte in Marnie (1964).

#### Cameo
Hitchcock fa la sua ultima comparsa: una silhouette immobile, intravista attraverso la porta a vetri dell'ufficio anagrafe della contea. La porta reca la scritta "Ufficio delle Nascite e delle Morti".

### Riprese
Il film fu girato nel periodo maggio-agosto 1975. Le riprese risultarono particolarmente sofferte per il regista a causa dell'età avanzata e delle precarie condizioni della sua salute. Si muoveva lungo il set seduto su una Cadillac "rielaborata" apposta per questa sua esigenza. Il film è stato girato interamente in California, nelle seguenti località:
- la scena del rapimento del vescovo nella Grace Cathedral di San Francisco;
- la pazzesca, e per poco non mortale (nella finzione), corsa in discesa dell'auto di George e Blanche si svolge sulla Angeles Crest Highway, una strada che attraversa il territorio montuoso e selvaggio posto a nord della città di Los Angeles, l'auto è una Ford Mustang del '64;
- il cimitero con le lapidi degli Shoebridge è il Pioneer Cemetery di Sierra Madre, una città nella contea di Los Angeles ai piedi delle montagne di San Gabr;
- il garage dell'abitazione di Fran e Arthur Adamson si trova al 2236 di Buchanan St. a San Francisco.

## Distribuzione
La prima si ebbe nel marzo 1976.
Complotto di famiglia ha incassato negli USA 6,5 milioni di dollari.

## Accoglienza
Il film fu accolto favorevolmente dalla critica, "Un film divertente e rilassante... il film più allegro di Hitchcock da tanto tempo"; ebbe meno successo di pubblico.
Come per Topaz fu necessario tagliare dei pezzi di pellicola nelle copie in circolazione negli Stati Uniti. In Europa circolarono copie più fedeli al montaggio originale.

### Critica
Il film fu definito "commedia", "mistery", "thriller", "opera buffa". Complotto di famiglia porta in sé frammenti dell'universo hitchcockhiano: il tema del "doppio", il "caso" e le coincidenze, i "travestimenti" e il tema della "finzione", l'istituzione "famiglia" e le difficili relazioni all'interno di essa.
Truffaut: «In Complotto di famiglia ciò che lo interessava maggiormente era il passaggio da una figura geometrica all'altra. All'inizio vi sono due storie presentate in parallelo, che poi si avvicinano, si incastrano l'una nell'altra, per formarne una sola alla fine del racconto».
Paolo Mereghetti: «Nonostante l'originale impianto narrativo, tra suspense e ironia, il cinquantatreesimo e ultimo film di Hitchcock non è all'altezza della sua leggenda, anche se non mancano una buona dose di umorismo macabro e una serie di attacchi ad alcune delle ossessioni del regista, come il sesso, la religione o il cibo».
Bill Krohn: «Complotto di famiglia è un film molto moderno, che è via via cinema, serie televisiva, fumetto e giro al parco dei divertimenti: le principali fonti d'ispirazione del cinema hollywoodiano di oggi».

## Citazioni e riferimenti
Hitchcock con ironia rivisita i suoi film: 
- Fran non è bionda: la caduta della parrucca mostra la bruna capigliatura. Maliziosamente e nostalgicamente Hitchcock cita il suo primo film Il giardino del piacere: Patsy, la ballerina dalla bionda parrucca, la toglie per mostrare i riccioli neri al corteggiatore indesiderato.
- L'appuntamento fissato da una persona che poi non si presenta è una chiara citazione da Intrigo internazionale.
- La sequenza della corsa in discesa della macchina senza freni di Blanche e George, in bilico perfetto fra suspense e umorismo, ricorda altre celebri corse in macchina dei film di Hitchcock in Giovane e innocente, Il prigioniero di Amsterdam, Sabotatori e Intrigo internazionale, per citarne solo alcuni.
- Blanche nella stessa sequenza sta per strangolare George appendendosi alla sua cravatta: è un'ironica citazione di Frenzy.
- L'inseguimento al cimitero ricorda il pedinamento di Madeleine da parte di Scottie in La donna che visse due volte.
- Il garage di Adamson si trova in Via Norman Bates: evidente l'ironico richiamo a Psyco.
- Nella scena finale, lo studio da cui George telefona alla polizia è lo stesso in cui avvengono la telefonata e l'omicidio in Il delitto perfetto.